# Армстронг Спери
Армстронг Велс Спери (7. новембар 1897 — 26. април 1976) је био амерички писац и илустратор литературе за децу. Његове књиге укључују историјску фикцију и биографију, често смештене на једрењацима, и приче о дечацима из Полинезије, Азије и домородачких америчких култура. Најпознатији је по својој књизи која је 1941. освојила Њуберијеву медаљу - Call It Courage (Назови то храброст).

## Рано школовање за уметника
Рођен као трећи и најмлађи син бизнисмена у Њу Хејвену, Спери је похађао припремну школу Стамфорд од 1908. до 1915. године. Његов старији брат Пол А. Спери је изумео прве ципеле за чамац, Спери Топ-Сајдер. Похађао је Лигу студената уметности у Њујорку од 1915. до 1918. године, где је студирао код Ф. Луиса Мора и Џорџа Белоуза. Потом је студирао на Јејлској школи уметности у јесен 1918. док није регрутован у морнарицу Сједињених Држава на самом крају Првог светског рата.
Инспирисан читањем дела Хермана Мелвила, Роберта Луиса Стивенсона и Џека Лондона као дечак, а затим и дела Беле сенке у јужним морима Фредерика О'Брајена 1919. године, путовао је по јужном Пацифику од октобра 1920. до маја 1921. на Тахити, Раиатеи, Бора Бору, Нови Зеланд, Аустралију, острва Фиџи и Хаваје. У децембру 1921, једна од његових слика Јужних мора била је изложена у  Центру уметности у Њујорку.
У лето 1922. године, Сперија је са Кенетом Еморијем, етнологом у Бишоп музеју у Хонолулуу, упознала његова сестра Ен Кинир. Пролеће 1923. провео је студирајући на Академији Колароси у Паризу, и наставио да похађа Лигу студената уметности током 1920-их и раних 1930-их.
Од септембра 1924. до маја 1925. био је запослен као помоћник Кенета Еморија на броду Каимилоа, јахти у власништву Медфорда Келума, која је пловила од Хаваја до острва Фанинг, Божићног острва, острва Малден, острва Пенрин, Тахитија, Бора Боре, Раиатеа на научним истраживањима, иако наставља да слика и излаже своје радове у Хонолулуу пре него што је отпловио у Сан Франциско у јуну 1925.
Вративши се у Њујорк 1925. године, радио је у рекламној агенцији, „цртајући усисиваче, флаше за млеко, Кембелову супу, итд.“, а затим је имао сталан рад као илустратор романси, првенствено за All-Story Love Stories за компанију Франк А. Мансеј, и авантуристичке и љубавне новинске серије за Metropolitan Newspaper Service/United Feature Syndicate, укључујући многе приче Милдред Барбур. Почео је да пише своје авантуристичке приче о Јужним морима. Илустровао је књиге и омоте књига за друге писце, укључујући прво издање Тарзана и изгубљеног царства Едгара Рајса Бароуза 1929. и прву од неколико књига које ће илустровати за Хелен Фолет, Магични прозори 1932. године. Оженио се Маргарет Робертсон, докторком медицине и ћерком књижара и издавача из Сан Франциска А.М. Робертсона, 1930. године, коју је упознао на свом путовању на Хаваје 1925.

## Од илустратора до награђиваног писца
Прва Сперијева књига, One Day with Manu (Један дан са Мануом), живописно илустрована прича о свакодневном животу на Бора Бори, појавила се 1933. године. 
Сперијев прадеда је био поморски капетан, и инспирисао је његову љубав према океану и његову књигу All Sail Set о клиперском броду Flying Cloud (clipper) (Летећи облак), која му је донела награду Њубери 1936. Иако су се 1934. године настанили у Њу Кејнану, у Конектикату, Спери и његова породица живели су у Санта Феу у Новом Мексику годину дана, што је послужило као инспирација за неколико књига, укључујући Wagons Westward: The Story of the Old Trail to Santa Fe (Кола ка западу: Прича о старој стази до Санта Феа) 1936, Little Eagle (Мали орао), Navaho Boy (Навахо дечак) 1938.
Macmillan Publishers објавио је 13. фебруара 1940. Call It Courage (Назови то храброст), причу о дечаку на острву Хикуеру у Полинезији коју је написао и илустровао Спери. Одликован је Њубери медаљом за 1940. годину, 20. јуна 1941. у Кембриџу (Масачусетс), од стране Дечје библиотекарске секције Америчког библиотекарског удружења. Када је примио медаљу, рекао је: „Бојао сам се да би можда у Call It Courage концепт духовне храбрости могао бити превише одрастао за децу, али пријем ове књиге је поново потврдио уверење које сам дуго имао: да деца имају довољно маште да схвате сваку идеју и одговоре на њу, ако је то искрено и без покровитељског тапшања по глави.”
Спери је купио фарму у Тетфорд Центру, у Вермонту, касних 1930-их, а затим се преселио у Хановер (Њу Хемпшир), на почетку Другог светског рата. Године 1944. освојио је награду Дечјег пролећног фестивала књиге New York Herald Tribune за Storm Canvas, причу о дечаку на америчкој фрегати Муња из 1814. године, а 1949. године освојио је награду Клубова дечака Америке за јуниорске књиге за The Rain Forest (Кишна шума), издање 1947.
Иако успостављен као писац, Спери је наставио да илуструје омоте за друге познате ауторе фантастике за младе, укључујући Хауарда Писа, Агнес Д. Хевес, Едгара Рајса Бароуза, Флоренс К. Минс и Хилдегард Хотхорн. Године 1951. илустровао је адаптацију Алена Чафија из Лонгфелоове Приче о Хајавати.
Године 1942. објавио је свој једини роман за одрасле читаоце, No Brighter Glory (Нема светлије славе), о породици Астор.

## Наслови у штампи
Поред Call It Courage, који се непрекидно штампа откако је први пут објављен 1940. и преведен на десетине језика, All Sail Set и Wagons Westward поново су издати 1986. и 2001. године, Fighting Sailor је поново издат 2006. као John Paul Jones, The Pirate Patriot од стране Sterling Point Books.